# Antocha plumbea
Antocha plumbea är en tvåvingeart som beskrevs av Alexander 1936. Antocha plumbea ingår i släktet Antocha och familjen småharkrankar. Inga underarter finns listade i Catalogue of Life.